# Folio
Denne side handler om et papirformat. For det finansielle begreb, se Foliorenten.
Folio (fra latin folium, blad) er et papir- og bogformat og et ark, der er foldet én gang. Størrelsen for folio er upræsis, for papirfabrikanterne laver ikke ark i samme størrelse. Ved bestemmelse af om en bog, der ikke bærer arksignatur, er i folio, er det væsentligt at se efter vandmærkets plads og linjernes retning i papiret.
En mere målbar definition af folio bruges af biblioteker og bogbindere om en bog, hvis højde er mindst 35 cm. En meget stort folio over 45 cm kaldes i almindelighed elefant-, imperial- eller storfolio.

## Mindre formater
Bøger på mellem 26 og 35 cm kaldes en kvart (egentlig om et blad der er en fjerdedel af et ark), mens bøger på 25 cm og derunder er en oktav (en ottendedel). Endelig findes der også formaterne duodes (fra latin duodecim, tolv hvor arket er en tolvtedel) og sedes, hvor arket er delt i 16 blade. Hvis bogens bredde er større end højden tilføjes tvær foran betegnelserne. Tværfolio er hyppigst forekommende.
Folioformatet forkortes 2o, kvart 4o, oktav 8o og duodes 12o.